# Estany d'en Massot
L'estany d'en Massot és un estanyol d'aigües temporals que ocupa una superfície màxima de poc més de dues hectàrees. L'estany d'en Massot està incñós dins l'espai de la Xarxa Natura 2000 ES5120009 "Basses de l'Albera".
Es tracta d'un estany amb comunitats vegetals molt interessants (jonqueres, canyissar, etc.) i presència d'espècies de plantes higròfiles molt rares a Catalunya, com la crucífera Cardamine parviflora (que creix a les gespes d'isòets), l'escrofulariàcia Gratiola officinalis (que creix als herbassars humits i jonqueres) i l'alismatàcia Baldellia ranunculoides.
Pel que fa als hàbitats d'interès comunitari, destaca la presència de l'hàbitat d'interès prioritari: 3170* "Basses i tolls temporers mediterranis" i de l'hàbitat 3130 "Aigües estagnants, poc o molt mesotròfiques, amb vegetació de les classes
Littorelletea uniflorae i/o Isoeto-Nanojuncetea". També hi apareix l'hàbitat 6420 "Jonqueres i herbassars graminoides
humits, mediterranis, del Molinio-Holoschoenion".
Pel que fa a la fauna vertebrada, l'estany d'en Massot és un punt important per a la reproducció d'amfibis. L'expansió dels conreus, al sector oest, i la presència d'una granja propera al NW, que podria originar captacions d'aigües en l'entorn, són els principals factors que amenacen l'espai, a més dels incendis forestals.
La pista que envolta l'estany per l'est i el nord també afecta negativament l'espai (soroll, risc d'atropellament d'amfibis, pols, etc.). Al turó de l'extrem sud hi ha un dipòsit d'aigües, que podrien provenir del freàtic de la zona. També poden haver-hi captacions d'ús agrari en l'entorn, que estiguin dessecant l'estany.